# Cranaë genjam
Cranaë genjam är en insektsart som beskrevs av Willemse, F.M.H. 1975. Cranaë genjam ingår i släktet Cranaë och familjen gräshoppor. Inga underarter finns listade i Catalogue of Life.